# Convento de Gudhem
O Convento de Gudhem – em sueco:  Gudhems kloster - foi um convento de freiras, localizado a 7 km da pequena localidade de Gudhem, na proximidade da cidade de Falköping, na Suécia. A sua construção foi iniciada antes de 1175 pela Ordem Beneditina e mais tarde continuada pela Ordem de Cister. Com a Reforma Protestante, o convento foi confiscado e encerrado pelo rei Gustavo Vasa, e concedido como feudo ao cavaleiro Nils Olofsson em 1529. Hoje em dia, restam apenas as ruínas, que são uma grande atração turística, relacionada com os romances históricos de Jan Guillou, nos quais aparece uma personagem fictícia de nome Cecilia - noiva de Arn Magnusson - que teria permanecido enclausurada no convento durante 20 anos.